# Iván Massagué
Iván Massagué Horta (Barcellona, 4 settembre 1976) è un attore spagnolo.

## Biografia
Nato e cresciuto a Barcellona, dal 1996 al 1999 ha studiato presso la scuola di teatro Nancy Tuñón di Barcellona. Diversi anni di gavetta, tra teatro e piccoli ruoli televisivi e cinematografici, inizia a farsi conoscere grazie alle sue partecipazioni a serie televisive come El cor de la ciutat, 7 vidas e La familia Mata.
Per il cinema ha recitato ne Il labirinto del fauno di Guillermo del Toro, nel fantascientifico The Last Days e nella commedia per famiglie Pongo, il cane milionario. In Spagna è noto per essere stato il protagonista della sit-com Gym Tony, andata in onda dal 2014 al 2016. Nel 2018 ha partecipato come concorrente alla terza edizione di MasterChef Celebrity España, venendo eliminato alla quarta puntata.
Nel 2019 è protagonista dell'horror fantascientifico Il buco, distribuito in tutto il mondo da Netflix.

## Filmografia

### Cinema
- Mi casa es tu casa, regia di Miguel Álvarez (2002)
- Peor imposible, ¿qué puede fallar?, regia di David Blanco e José Semprún (2002)
- Nudos, regia di Lluís Maria Güell (2003)
- Soldados de Salamina, regia di David Trueba (2003)
- Le valigie di Tulse Luper - La storia di Moab (The Tulse Luper Suitcases, Part 1: The Moab Story), regia di Peter Greenaway (2003)
- XXL, regia di Julio Sánchez Valdés (2004)
- Entre vivir y soñar, regia di Alfonso Albacete e David Menkes (2004)
- Tu vida en 65', regia di Maria Ripoll (2006)
- Il labirinto del fauno (El laberinto del fauno), regia di Guillermo del Toro (2006)
- Déjate caer, regia di Jesús Ponce (2007)
- Muertos de amor, regia di Mikel Aguirresarobe (2013)
- The Last Days (Los últimos días), regia di David Pastor e Àlex Pastor (2013)
- Pongo, il cane milionario (Pancho, el perro millonario), regia di Tom Fernández (2014)
- Kamikaze, regia di Álex Pina (2014)
- Cerca de tu casa, regia di Eduard Cortés (2016)
- El año de la plaga, regia di C. Martín Ferrera (2018)
- Il buco (El hoyo), regia di Galder Gaztelu-Urrutia (2019)
- Fenómenas - Indagini occulte (Phenomena), regia di Carlos Therón (2023)
- È colpa mia?, regia di Domingo Gonzàlez (2023)
- Il buco - Capitolo 2 (El hoyo 2), regia di Galder Gaztelu-Urrutia (2024)

### Televisione
- El grupo – serie TV, 6 episodi (2000)
- El comisario – serie TV, 1 episodio (2001)
- Policías, en el corazón de la calle – serie TV, 1 episodio (2001)
- Hospital Central – serie TV, 4 episodi (2002)
- Periodistas – serie TV, 1 episodio (2002)
- Los Serrano – serie TV, 1 episodio (2005)
- El cor de la ciutat – serie TV, 24 episodi (2002-2005)
- 7 vidas – serie TV, 9 episodi (2005-2006)
- La via Augusta – serie TV, 4 episodi (2007)
- La familia Mata – serie TV, 36 episodi (2007-2009)
- La isla de los nominados – serie TV, 11 episodi (2010)
- Raphael: una historia de superación personal – miniserie TV, 2 episodi (2010)
- Impares – serie TV, 6 episodi (2010)
- Impares premium – serie TV, 10 episodi (2010-2011)
- Los misterios de Laura – serie TV, 1 episodio (2011)
- El barco – serie TV, 43 episodi (2011-2013)
- Gym Tony – serie TV, 335 episodi (2014-2016)
- Benvenuti in famiglia (Benvinguts a la família) – serie TV, 26 episodi (2018-2019)

## Doppiatori italiani
Nelle versioni in italiano nelle opere in cui ha recitato, Iván Massagué è stato doppiato da:
- Francesco Sechi in Il buco, Il buco - Capitolo 2
- Francesco Venditti in Il labirinto del fauno
- Matteo Zanotti in Pongo, il cane milionario
- Andrea Lavagnino in Benvenuti in famiglia